# Resolutie 299 Veiligheidsraad Verenigde Naties
Resolutie 299 van de Veiligheidsraad van de Verenigde Naties werd op 30 september 1971 met unanimiteit van stemmen goedgekeurd en beval Oman aan voor VN-lidmaatschap.

## Inhoud
De Veiligheidsraad had de aanvraag van de Oman voor VN-lidmaatschap bestudeerd, en beval de Algemene Vergadering aan om aan Oman het VN-lidmaatschap toe te kennen.

## Verwante resoluties
- Resolutie 296 Veiligheidsraad Verenigde Naties (Bahrein)
- Resolutie 297 Veiligheidsraad Verenigde Naties (Qatar)
- Resolutie 304 Veiligheidsraad Verenigde Naties (Verenigde Arabische Emiraten)
- Resolutie 335 Veiligheidsraad Verenigde Naties (Bondsrepubliek Duitsland en Duitse Democratische Republiek)

Lijst ·  292 ·  293 ·  294 ·  295 ·  296 ·  297 ·  298 ·  299 ·  300 ·  301 ·  302 ·  303 ·  304 ·  305 ·  306 ·  307